# Nina Cutro-Kelly
Nina Cutro-Kelly (12 de diciembre de 1984) es una deportista estadounidense que compite en judo. Ganó una medalla en los Juegos Panamericanos de 2015, y cuatro medallas en el Campeonato Panamericano de Judo entre los años 2015 y 2022.

## Palmarés internacional
| Juegos Panamericanos    | Juegos Panamericanos      | Juegos Panamericanos | Juegos Panamericanos |
| Año                     | Lugar                     | Medalla              | Categoría            |
| ----------------------- | ------------------------- | -------------------- | -------------------- |
| 2015                    | Toronto (Canadá)          | Medalla de bronce    | +78 kg               |
| Campeonato Panamericano |                           |                      |                      |
| Año                     | Lugar                     | Medalla              | Categoría            |
| 2015                    | Edmonton (Canadá)         | Medalla de bronce    | +78 kg               |
| 2017                    | Ciudad de Panamá (Panamá) | Medalla de bronce    | +78 kg               |
| 2021                    | Guadalajara (México)      | Medalla de plata     | +78 kg               |
| 2022                    | Lima (Perú)               | Medalla de bronce    | +78 kg               |